# 642

## Esdeveniments
- Batalla de Maserfield
- Primer papir àrab amb la nova ortografia
- 30 d'abril: Inici del regnat de Khindasvint[1]